# Antropomorfismus
Antropomorfismus (z řeckého ανθρωπος anthrópos – člověk; a μορφή morfē – tvar, forma) znamená myšlenkový a řečový postup, kdy se mimolidským skutečnostem či jevům přisuzují lidské rysy, vlastnosti či přímo lidská podoba. Antropomorfizované stvoření se nazývá antropomorf.

## V jazyce
Antropomorfismus vychází z běžných jazykových metafor, když se například mluví o „noze“ stolu nebo „hlávce“ zelí. Běžně se říká, že motor „běží“, zařízení „zlobí“, počítač „čte“ a kamera něco „vidí“. O svém autě mohou lidé mluvit jako o lidské bytosti a pokud nefunguje, mohou mu domlouvat, hrozit, hubovat a podobně – i když jen žertem. Tím spíš člověk vnímá podobnosti mezi sebou a živočichy.
Mezi běžné antropomorfismy patří v českém kulturním kontextu například "chytrá liška", "zlý vlk" nebo "moudrá sova".

## V literatuře a v umění
V pohádkách a v scénickém umění mohou zvířata, stromy, přírodní síly a různé bytosti mluvit a jednat jako lidé a bajky často na zvířatech ilustrují lidské vlastnosti. V literatuře a v umění se od nejstarších dob objevují mluvící a jednající zvířata, větrům a stromům se přisuzuje lidská podoba, myšlenky nebo vůle. Lidských vlastností mohou nabývat i různá nebeská tělesa (Slunce, Měsíc, hvězdy).
Ve starověkém sochařství se vyskytují napůl lidské a napůl zvířecí bytosti, jako jsou sfinga nebo kentaur. Jonathan Swift v „Gulliverových cestách“ popisuje koňskou říši jako vzor uspořádání společnosti. Román Farma zvířat anglického spisovatele George Orwella líčí povahu totalitního státu na jednání antropomorfních zvířat.
Literární zobrazení věcí, přírodních jevů, abstraktních pojmů apod. s lidskými vlastnostmi a jednáním se nazývá personifikace. Příkladem může být zosobnění Smrti z Úžasné Zeměplochy Terryho Pratchetta.
Antropomorfismy lze často nalézt ve filmech, zejména v žánru filmové pohádky, fantasy filmu nebo sci-fi filmu.

## V náboženství
Nejstarší znázornění božstev měla patrně lidskou, případně zvířecí podobu a božstvům lidé odjakživa přisuzovali myšlení, vůli, řeč podobnou lidské. Bohové v Homérových bájích jednají jako lidé, žárlí, přou se a nevraží jeden na druhého. To je pak předmětem filosofické kritiky například u Xenofana z Kolofonu. „Kdyby skot, koně a lvi měli ruce“, malovali by si své bohy podle své podoby (Zl. DK 21 B 15). Proti tomu staví „jednoho jediného Boha, mezi bohy i lidmi největšího, který se smrtelníkům nepodobá ani vzhledem, ani myšlením“ (Zl. DK 21 B 23). Podobnou kritiku lze nalézt i u Hérakleita a u Platóna. Také biblický zákaz „model“ a zobrazování Boha vůbec míří proti náboženskému antropomorfismu a Janovo evangelium antropomorfní představy také odmítá (J 4, 24 (Kral, ČEP).
Na druhé straně člověk těžko může mluvit o božských bytostech jinak, než právě jako o člověku podobných. Ovidius oslavuje člověka jako bytost podobnou bohům a Bible mluví o tom, že byl stvořen „k obrazu Božímu“ (Gn 1, 27 (Kral, ČEP)).